# Jornalismo incorporado

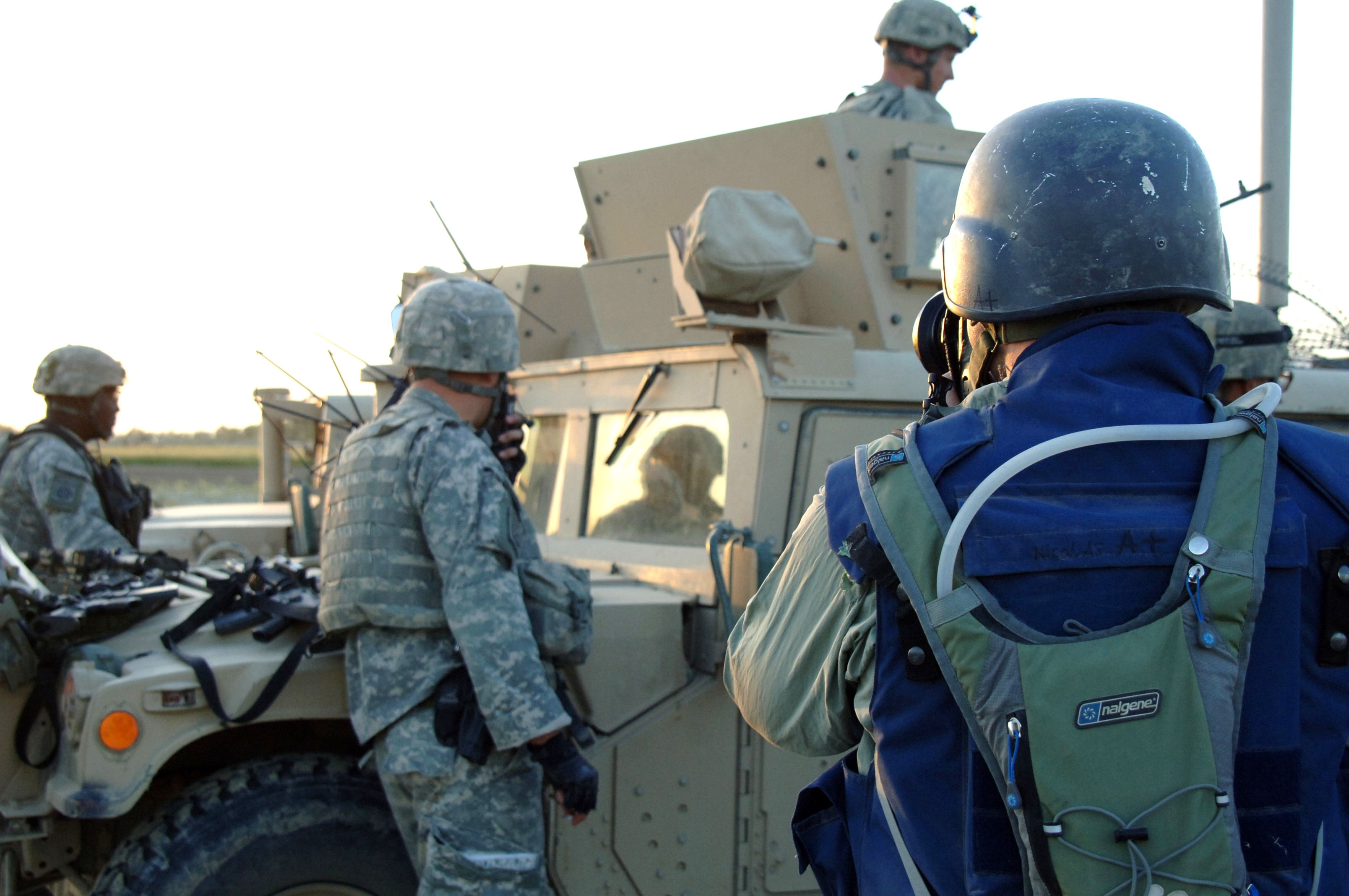
Um jornalista civil incorporado tirando fotos de soldados dos EUA em Pana, no Afeganistão

Jornalismo incorporado refere-se a correspondentes de guerra vinculados a unidades militares envolvidas em conflitos armados. Embora o termo pudesse ser aplicado a muitas interações históricas entre jornalistas e militares, ele começou a ser usado na cobertura da mídia sobre a invasão do Iraque em 2003 [en]. As Forças Armadas dos Estados Unidos respondeu à pressão da mídia do país, que estava insatisfeita com o nível de acesso concedido durante a Guerra do Golfo de 1991 e a invasão do Afeganistão pelos EUA em 2001.
Jornalistas que optaram por cobrir a invasão do Iraque no campo de batalha sem estarem vinculados a nenhuma força militar passaram a ser chamados de “unilaterais”. Estes jornalistas escolheram atuar como unilaterais para evitar as restrições impostas pelas Forças Armadas, incluindo as limitações do jornalismo incorporado, que exigiam que os jornalistas permanecessem com as unidades designadas. Às vezes, jornalistas optavam por agir unilateralmente por medo de que estar sob a proteção constante das tropas da coalizão liderada pelos EUA no campo de batalha pudesse influenciar seu julgamento em favor das forças da coalizão. As Forças Armadas frequentemente viam os jornalistas unilaterais como fontes de problemas no campo de batalha, recusando-se a falar com eles ou a reconhecê-los como parte da mídia “oficial”.
A prática foi criticada por fazer parte de uma campanha de propaganda, na qual jornalistas incorporados acompanhavam as forças invasoras como “torcedores” e representantes de relações públicas.

## Invasão do Iraque em 2003
No início da guerra, em março de 2003, cerca de 775 repórteres e fotógrafos viajavam como jornalistas incorporados. Esses repórteres assinaram contratos com as Forças Armadas prometendo não divulgar informações que pudessem comprometer a posição das unidades, missões futuras, armas confidenciais e qualquer outra informação que encontrassem. O treinamento conjunto para correspondentes de guerra começou em novembro de 2002, antes do início da guerra. Quando perguntado por que as Forças Armadas decidiram incorporar jornalistas às tropas, o tenente-coronel Rick Long, do Corpo de Fuzileiros Navais dos EUA, respondeu: “Francamente, nosso trabalho é vencer a guerra. Parte disso é a guerra da informação. Então, vamos tentar dominar o ambiente de informação.”

## Controle militar
O primeiro jornalista a infringir as regras das Forças Armadas dos EUA no Iraque foi o freelancer Philip Smucker, que viajava a trabalho para o The Christian Science Monitor na 1.ª Divisão de Fuzileiros Navais. Smucker não foi oficialmente incorporado, mas todos os repórteres no teatro de guerra foram considerados sujeitos à supervisão do Pentágono. Em 26 de março de 2003, durante uma entrevista à CNN, Smucker revelou a localização de uma unidade dos fuzileiros navais, como também havia feito durante uma entrevista à NPR. Ele foi posteriormente expulso.
Quatro dias depois, o correspondente da Fox News Channel, Geraldo Rivera, também transmitiu detalhes do Iraque sobre a posição e os planos das tropas dos EUA. “Deixe-me desenhar algumas linhas aqui para vocês”, ele disse, fazendo marcas na areia diante da câmera. “Primeiro, quero enfatizar aqui que essas marcas aqui, somos nós. Nós controlamos esse território. São 40%, talvez até um pouco mais do que isso.”  Em outro momento, um porta-voz do CENTCOM reclamou, dizendo que Rivera “realmente revelou o horário de um ataque antes de sua ocorrência.” Embora Rivera — como Philip Smucker — não estivesse oficialmente incorporado, ele foi rapidamente escoltado de volta ao Kuwait. Uma semana depois, Rivera pediu desculpas. “Lamento que isso tenha acontecido”, disse ele no Fox News Channel, “e asseguro que foi algo inadvertido. Ninguém ficou ferido pelo que eu disse. Nenhuma missão foi comprometida.” No entanto, em uma revisão da rede, ele admitiu, “mostrou que eu realmente quebrei uma das regras relacionadas à incorporação.”
Em dezembro de 2005, o Comando da Força de Terras da Coalizão dos EUA no Kuwait retirou as credenciais de dois jornalistas incorporados em uma missão de duas semanas para o jornal Virginian-Pilot, de Norfolk, Virgínia, alegando que eles violaram a proibição de fotografar veículos danificados.

## Críticas
A ética do jornalismo incorporado é considerada controversa. A prática foi criticada por ser parte de uma campanha de propaganda e um esforço para manter os repórteres longe das populações civis e simpáticos às forças invasoras; por exemplo, pelos documentários War Made Easy: How Presidents & Pundits Keep Spinning Us to Death e The War You Don't See.
Críticos do jornalismo incorporado argumentaram que o nível de supervisão militar era muito rigoroso e que os jornalistas incorporados fariam reportagens muito simpáticas ao lado americano da guerra. “Esses correspondentes que andam por aí em tanques e veículos blindados de transporte de pessoal”, disse o jornalista Gay Talese em uma entrevista, “que recebem tudo o que o exército lhes dá e se tornam mascotes do exército, esses jornalistas. Eu não teria jornalistas incorporados se tivesse algum poder!… Há histórias que se podem fazer e que não são feitas. Já disse isso muitas vezes.”
Em 14 de junho de 2014, o The New York Times publicou um artigo de opinião criticando o jornalismo incorporado durante a ocupação militar dos EUA no Iraque e a guerra no Afeganistão. O artigo foi escrito por Chelsea Manning, ex-analista de inteligência do Exército dos EUA conhecida por vazar o maior conjunto de documentos confidenciais da história americana. Em nenhum momento durante sua implantação no Iraque entre 2009 e 2010, escreveu Manning, havia mais de uma dúzia de jornalistas americanos cobrindo operações militares — em um país com 31 milhões de pessoas e 117 mil soldados americanos. Manning acusou que a seleção de repórteres por autoridades militares de relações públicas foi usada "para filtrar aqueles considerados propensos a produzir cobertura crítica" e que, uma vez incorporados, os jornalistas tendiam a "evitar reportagens controversas que pudessem levantar suspeitas" por medo de ter seu acesso encerrado. “Um resultado”, escreveu Manning, “é que o acesso do público americano aos fatos é destruído, o que os deixa sem meios de avaliar a conduta dos oficiais americanos.” Manning observou, “Esse programa de limitação do acesso da imprensa foi contestado judicialmente em 2013 por um repórter freelancer, Wayne Anderson, que alegou ter seguido seu acordo, mas ter sido demitido após publicar reportagens adversas sobre o conflito no Afeganistão. A decisão sobre seu caso confirmou a posição militar de que não havia um direito constitucionalmente protegido de ser um jornalista incorporado.”
Gina Cavallaro, uma repórter do Army Times , disse: “Eles [os jornalistas] estão dependendo mais do exército para levá-los aonde querem ir, e, como resultado, o exército está ficando mais esperto em contar sua própria história”. Mas, ela acrescentou, “não considero isso necessariamente uma coisa ruim”.

## Perigos
Durante a Guerra do Iraque e a Guerra do Afeganistão, artefatos explosivos improvisados foram amplamente utilizados contra as forças da Coalizão lideradas pelos EUA, sendo responsáveis pela maioria das baixas da Coalizão. Os jornalistas que viajavam com as forças terrestres corriam o mesmo risco. Em 29 de janeiro de 2006, enquanto estavam incorporados à 4.ª Divisão de Infantaria do Exército dos EUA, o co-apresentador do World News Tonight da ABC, Bob Woodruff, e o cinegrafista Doug Vogt foram, junto com um soldado iraquiano, gravemente feridos quando seu comboio foi emboscado perto de Taji, Iraque, e um artefato explosivo detonou abaixo deles. No momento do ataque, Woodruff e Vogt estavam expostos, de pé na escotilha traseira de seu veículo mecanizado iraquiano gravando um vídeo log da patrulha.